# شیدا باستانی
شیدا باستانی راد مدل استرالیائی و دوست دختر فادی ابراهیم، برادر جان ابراهیم، سردسته یکی از گروه‌های خانوادگی تبهکاری کینگز کراس، است. شیدا به تازگی مظنون به توطئه برای قتل جان مارسیس شده‌است.
در سال 2007 شیدا دانشجوی تیف میدوبنک در رشته رسانه و ارتباطات بود.